# Melayro Bogarde
Melayro Bogarde, né le 28 mai 2002 à Rotterdam (Pays-Bas), est un footballeur néerlandais  qui évolue au poste de défenseur central au Linz ASK.
Il est le neveu de l'ancien footballeur international Winston Bogarde.

## Biographie

### En club
Melayro Bogarde fait ses débuts en professionnel avec le TSG Hoffenheim le 30 mai 2020 contre le FSV Mayence pour la 29e journée de Bundesliga, en tant que titulaire. Lors de la saison 2020-2021, Melayro Bogarde continue à avoir du temps de jeu en alternant avec l'équipe réserve, il joue alors dix matchs avec l'équipe professionnelle.
Pour la première partie de la saison 2021-2022, Bogarde ne joue qu'avec la réserve. Alors, le 14 janvier 2022, Melayro Bogarde est prêté au FC Groningue jusqu'à la fin de la saison. Il joue huit matchs avec l'équipe d'Eredivisie.
De retour de prêt, Melayro Bogarde est prêté une nouvelle fois aux Pays-Bas, cette fois au PEC Zwolle en deuxième division. Au total il participe à douze rencontres lors de ce prêt, principalement utilisé en sortie de banc.
Pour le compte de la saison 2023-2024, Melayro Bogarde la majorité des matchs de l'équipe réserve d'Hoffenheim, sans être appelé en équipe première.
En mai 2024, Melayro Bogarde s'engage avec le Linz ASK, équipe de Bundesliga autrichienne pour un contrat de quatre saisons.

### En équipe nationale
Avec les moins de 17 ans, il participe au championnat d'Europe des moins de 17 ans en 2019. Lors de cette compétition, il est titulaire et joue six matchs. Les Néerlandais remportent le tournoi en battant l'Italie en finale.

## Statistiques
| Saison                | Club                  | Championnat           | Championnat | Championnat | Coupe(s) nationale(s) | Coupe(s) nationale(s) | Compétition(s) continentale(s) | Compétition(s) continentale(s) | Compétition(s) continentale(s) | Total | Total |
| Saison                | Club                  | Division              | M.          | B.          | M.                    | B.                    | Comp.                          | M.                             | B.                             | M.    | B.    |
| 2019-2020             | TSG Hoffenheim        | Bundesliga            | 2           | 0           | -                     | -                     | -                              | -                              | -                              | 2     | 0     |
| 2020-2021             | TSG Hoffenheim        | Bundesliga            | 9           | 0           | 1                     | 0                     | C3                             | 4                              | 0                              | 14    | 0     |
| 2021-2022             | TSG Hoffenheim        | Bundesliga            | -           | -           | 1                     | 0                     | -                              | -                              | -                              | 1     | 0     |
| Sous-total            | Sous-total            | Sous-total            | 11          | 0           | 2                     | 0                     | -                              | 4                              | 0                              | 17    | 0     |
| 2021-2022             | FC Groningue (prêt)   | Eredivisie            | 7           | 0           | 1                     | 0                     | -                              | -                              | -                              | 8     | 0     |
| Sous-total            | Sous-total            | Sous-total            | 7           | 0           | 1                     | 0                     | -                              | 0                              | 0                              | 8     | 0     |
| 2022-2023             | PEC Zwolle (prêt)     | Eerste Divisie        | 10          | 0           | 2                     | 0                     | -                              | -                              | -                              | 12    | 0     |
| Sous-total            | Sous-total            | Sous-total            | 10          | 0           | 2                     | 0                     | -                              | 0                              | 0                              | 12    | 0     |
| 2024-2025             | Linz ASK              | Bundesliga            | -           | -           | -                     | -                     | -                              | -                              | -                              | 0     | 0     |
| Sous-total            | Sous-total            | Sous-total            | 0           | 0           | 0                     | 0                     | -                              | 0                              | 0                              | 0     | 0     |
| Total sur la carrière | Total sur la carrière | Total sur la carrière | 11          | 0           | 2                     | 0                     | -                              | 4                              | 0                              | 17    | 0     |

## Palmarès
- Vainqueur du championnat d'Europe des moins de 17 ans en 2019 avec l'équipe des Pays-Bas des moins de 17 ans